# Václav Hovorka
Václav Hovorka (ur. 19 września 1931, zm. 14 października 1996) – czeski piłkarz grający na pozycji napastnika. W swojej karierze rozegrał 4 mecze w reprezentacji Czechosłowacji i strzelił w nich 2 gole.

## Kariera klubowa
W swojej karierze piłkarskiej Hovorka grał między innymi w klubie Slavia Praga.

## Kariera reprezentacyjna
W reprezentacji Czechosłowacji Hovorka zadebiutował 2 kwietnia 1958 w wygranym 3:2 towarzyskim meczu z RFN. W 1958 roku został powołany do kadry na mistrzostwa świata w Szwecji. Na tym turnieju wystąpił w trzech meczach: z Irlandią Północną (0:1), z RFN (2:2) i z Argentyną (6:1 i 2 gole). W kadrze narodowej rozegrał 4 mecze (wszystkie w 1958 roku) i zdobył w nich 2 bramki.